# 609
609 (DCIX) fue un año común comenzado en miércoles del calendario juliano, en vigor en aquella fecha.

## Acontecimientos
- El Panteón de Agripa es consagrado a la Virgen María y Todos los Santos (o 610).

## Nacimientos
- Hafsa bint Umar, esposa de Mahoma.

## Fallecimientos
- Zuhair, poeta árabe (fecha aproximada).